# خافيير تورينتي
خافيير تورينتي (بالإسبانية: Javier Torrente) هو مدرب كرة قدم ولاعب كرة قدم أرجنتيني، ولد في 8 يونيو 1969 في روساريو في الأرجنتين. لعب مع كلوب ليون.

## وصلات خارجية
- خافيير تورينتي على موقع قاعدة بيانات كرة القدم.إي يو (الإنجليزية)
- خافيير تورينتي على موقع Soccerway.com (الإنجليزية)
- خافيير تورينتي على موقع عالم كرة القدم.نت (الإنجليزية)